# フルバナ郡 (バージニア州)
フルバナ郡（英: Fluvanna County）は、アメリカ合衆国バージニア州の中央部、ピードモント台地に位置する郡である。2010年国勢調査での人口は25,691人であり、2000年の20,047人から28.2%増加した。郡庁所在地は国勢調査指定地域のパルミラ（人口104人）であり、同郡で人口最大の町はやはり国勢調査指定地域のレイクモンティチェロ（人口9,920人）である。
フルバナ郡はシャーロッツビル大都市圏に属している。

## 歴史
フルバナ郡となった地域は、バージニア植民地当初の8シャイアの1つ、ヘンライコ・シャイアに属していた。1727年、ヘンライコが分割され、フルバナはグーチランド郡に属した。1744年グーチランド郡が分割され、フルバナはアルベマール郡に属した。1777年、アルベマール郡が分割され、現在のフルバナ郡ができた。
郡名は、ジェームズ川のコロンビアから西の部分であるフルバナ川から採られた。「フルバナ」とはイギリスのアン女王に因み「アンの川」を意味している。フルバナ郡はピードモント台地の滝線より上に位置し、ジェームズ川とリバナ川が流れている。
ジェームズ川とリバナ川が合流するコロンビアに近く、ポイントオブフォークは、植民地以前の時代にモナカン族インディアンの主要な村があった場所である。18世紀後半、トーマス・ジェファーソンはリバナ川の上流に大きな所有地、すなわちシャドウェルとモンティチェロのプランテーションがあったので、その航行性を改善した。1830年代までを第1期として、この改良には水門の開鑿と小さな堰堤および平底船の閘門があった。
第2期（1840年-1870年）には、大型の閘門を備えた長い運河の建設があり、その多くは現在でも見ることができる。当初のリバナ川改良工事が完成してから間もなく、州は一般用途に開放してくれるよう要請した。ジェファーソンは当初これを拒んだと伝えられているが、州が要求を通し、リバナ川が州中央部の交通網と一体になった。このルートはアルベマール郡とフルバナ郡全体の大型農業社会、プランテーションの用に供された。その沿岸にはユニオンミルズなど多くの工業施設が並ぶようになった。大型工場の建設で川の航行性改良も大きく進んだ。例えば、ユニオンミルズには2.5マイル (4 km) の運河と曳舟道があり、上流に1か所、下流に2か所の大型閘門があり、全てが川に直接繋がっていた。
リバナ川がコロンビアでジェームズ川と合流する所では、リバナ接続運河がさらに長い運河と合流していた。2つの運河を繋いだ一連の閘門はコロンビアの町の直ぐ外にあり、現在では大半が堆積物に埋まっている。1840年、ジェームズ川・カナー運河がジェームズ川北岸に隣接して建設され、交通のために公開された。この新運河は、ジェームズ川カナー川を介して、チェサピーク湾と大西洋を繋ぐ計画だった運河の一部だった。オハイオ川を介してミシシッピ川からメキシコ湾も繋ぐ意図があった。この運河は貨物船に使われ、初期の底の浅い平底船に代わった。これらの船はリッチモンド市やその先まで、貨物と乗客を運んだ。若いときに測量師をしていたジョージ・ワシントンなど初期バージニア人の長い夢だった運河は、構想されていた通りに完成することはなかった。
平底船の時代、ミルトンが航行可能な上限だった。19世紀初期までに、岸から馬に曳かせた船が上流のシャーロッツビルまで進んだ。航行上限は、フレデリックスバーグ道路（現在の州道20号線）とリッチモンド市に向かう主要道スリーチョップト道路（アメリカ国道250号線）が交差する所であり、フリーブリッジで市内に入り、シャーロッツビル市が商業の中心になった。
アメリカ独立戦争の間、フルバナは民兵6個中隊で守られていた。1781年にイギリス軍の侵略を受け、ポイントオブフォーク武器庫が破壊された。南北戦争では、郡内で戦闘が起きなかったが、北軍兵が製粉場や橋を焼き、ジェームズ川・カナー運河に損傷を与えて、交通や商業を妨害した。戦中に郡民1,200人以上が南軍に従軍した。歩兵隊、騎兵隊、砲兵隊に編成された。
戦後運河は修復されたが、州全体に鉄道が建設され、効率が良かったので、運河の交通量は戦前の水準まで戻らなかった。拡張を続ける鉄道網との競合に努めた挙げ句、ジェームズ川・カナー運河は1880年3月4日付けの権利譲渡証書で新しい鉄道会社に譲渡された。曳舟道にはすぐに鉄道の建設が始まった。新しいリッチモンド・アンド・アリゲイニー鉄道は、ウェストバージニア州のジャクソンズリバー・ステーション（現在のクリフトンフォージ）の東、アパラチア山脈からブルーリッジ山脈をバルコニーフォールズで越え、リッチモンドまで水面に近いルートを走った。1888年この鉄道は賃貸され、その後コリス・P・ハンティントンのチェサピーク・アンド・オハイオ鉄道に買収された。
20世紀初期、チェサピーク・アンド・オハイオ鉄道は、ストラスモアのジェームズ川線とゴードンズビルのバージニア・セントラル鉄道ピードモント区間との間に新線を建設した。このバージニア・エラ・ライン鉄道は、シャーロッツビルとウェインズボロの間にあるブルーリッジ山脈トンネルを通せない高さや幅の貨物を運ぶために建設された。さらに、ウェストバージニア州から東のワシントンD.C.や北バージニアに運ばれていた石炭列車が、山岳部の急傾斜を避けるために、この新線を通るようになった。1909年9月29日、バージニア・エラ・ライン鉄道が開通した。パルミラに新しい貨物駅が造られた。その後鉄道による貨物輸送が衰退したので、この線路は1975年に廃止された

## 地理
アメリカ合衆国国勢調査局に拠れば、郡域全面積は290平方マイル (751.1 km2)であり、このうち陸地287平方マイル (743.3 km2)、水域は3平方マイル (7.8 km2)で水域率は0.98%である。パルミラの町は州都リッチモンド市から54マイル (87 km)、ダレス国際空港から110マイル (180 km) の位置にある。レイクモンティチェロはシャーロッツビルから15マイル (24 km) に位置している。

### 主要高規格道路
- 州間高速道路64号線
- アメリカ国道15号線
- アメリカ国道250号線
- バージニア州道6号線
- バージニア州道53号線

### 隣接する郡
- ルイーザ郡 - 北
- グーチランド郡 - 東
- カンバーランド郡 - 南東
- バッキンガム郡 - 南
- アルベマール郡 - 西

## 人口動態
以下は2000年国勢調査による人口統計データである。
| 基礎データ - 人口: 20,047人 - 世帯数: 7,387 世帯 - 家族数: 5,702 家族 - 人口密度: 27人/km2（70人/mi2） - 住居数: 8,018軒 - 住居密度: 11軒/km2（28軒/mi2） 人種別人口構成 - 白人: 79.44% - アフリカン・アメリカン: 18.41% - ネイティブ・アメリカン: 0.19% - アジア人: 0.38% - 太平洋諸島系: 0.01% - その他の人種: 0.29% - 混血: 1.25% - ヒスパニック・ラテン系: 1.17% | 年齢別人口構成 - 18歳未満: 23.6% - 18-24歳: 6.4% - 25-44歳: 31.7% - 45-64歳: 24.4% - 65歳以上: 14.0% - 年齢の中央値: 38歳 - 性比（女性100人あたり男性の人口） - 総人口: 86.6 - 18歳以上: 82.2 - 平均構成人数 - 家族: 2.9人 収入と家計 - 収入の中央値 - 世帯: 46,372米ドル - 家族: 51,141米ドル - 性別 - 男性: 32,346米ドル - 女性: 24,774米ドル - 住宅価格中央値: 111,000米ドル - 抵当価格中央値: 900米ドル |

教育学区も成長しており、児童生徒数は3,191人である。高校1校、中学校1校、小学校3校がある。新しい高校が2012年から2013年に開校され、2つの小学校が閉鎖されると共に、現行中学校の小学校上級用に、現行高校を中学校に転用した。生徒教師比率は22対1である。住民の17%以上が学士以上の学位を取得している。2000年時点で、3歳以上の住民4,657人が学校に入学し、その中でカレッジあるいは大学には827人が入学していた。9年生から12年生は1,066人、幼稚園生は603人だった。
郡内には30の教会、480の歴史保護地、2つのゴルフ場がある。人口は少ないが、国内でも高い人口成長率を示していた。

## 州政府の機関
バージニア州矯正省が郡内トロイに近い未編入領域でフルバナ女性矯正センターを運営している。ここには女性死刑囚を収容している。

## 町
- コロンビア
- スコッツビル

### 未編入の町
- フォークユニオン
- レイクモンティチェロ
- パルミラ - 郡庁所在地

## 著名な出身者
- クリス・ドートリー、歌手、10代の時に郡内に住んだ、両親は現在も住んでいる